# Saint-Frézal-d’Albuges
Saint-Frézal-d’Albuges – miejscowość i gmina we Francji, w regionie Oksytania, w departamencie Lozère.
Według danych na rok 1990 gminę zamieszkiwało 56 osób, a gęstość zaludnienia wynosiła 3 osoby/km² (wśród 1545 gmin Langwedocji-Roussillon Saint-Frézal-d’Albuges plasuje się na 844. miejscu pod względem liczby ludności, natomiast pod względem powierzchni na miejscu 413.).